# 冨善寺
冨善寺（ふぜんじ）は、埼玉県朝霞市にある真言宗智山派の寺院。

## 歴史
創建年代は不明である。ただ境内には1369年（応安2年）の古碑があることから、その頃までには既に存在していたものと推測される。
延宝年間（1673年 - 1681年）の火事で全焼した。その後、領主の富永氏によって再建された。墓地には富永一族の墓がある。
1971年（昭和46年）に、またもや火災で本堂や庫裏などが焼失した。幸いにも本尊の地蔵菩薩などは無事であった。

## 交通アクセス
- 路線バス笹橋停留所より徒歩3分。